# San Martino sul Fiora
San Martino sul Fiora è una frazione del comune italiano di Manciano, nella provincia di Grosseto, in Toscana.

## Geografia fisica
Il borgo è situato nell'entroterra collinare della Maremma grossetana, in un'area geografica nota con il nome di Colline dell'Albegna e del Fiora. Il borgo sorge su di una collina che domina la valle del fiume Fiora, da cui il toponimo.

## Storia
Conosciuta originariamente come San Martino al Poggio Pelato o San Martino di Monticchio, sorse nel XVI secolo per volere della Repubblica di Siena, che tentava di ripopolare quelle zone disabitate della Maremma. Con la costruzione di una fattoria, della chiesa dedicata al vescovo san Martino di Tours, e di un piccolo nucleo di abitazioni per braccianti e artigiani, il borgo divenne uno dei più vivaci centri di quelle terre, tanto da essere eretto in marchesato nel 1651. San Martino divenne poi parte della comunità di Sovana, per volere dei Lorena, e successivamente, nel 1738, parte del comune di Sorano. Nel 1929, San Martino fu definitivamente aggregato al comune di Manciano e ricevette il nome di San Martino sul Fiora.

## Monumenti e luoghi d'interesse

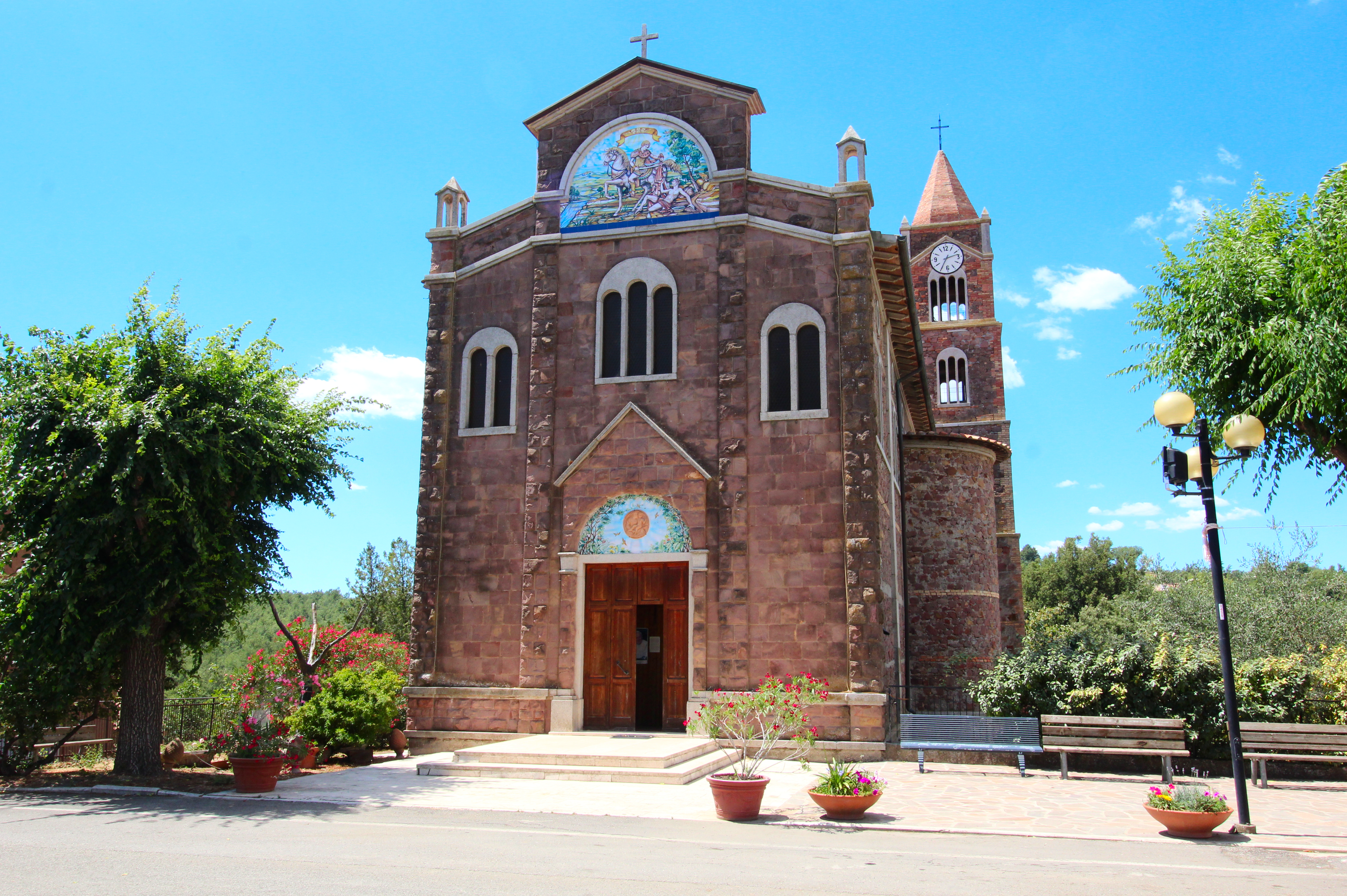
La chiesa di San Martino

- Chiesa di San Martino, chiesa parrocchiale della frazione, fu edificata in epoca cinquecentesca e ricostruita completamente tra il 1952 e il 1956. Si presenta come un imponente edificio in stile neoromanico con accenti moreschi, in pietra rossa locale, e con l'interno a croce latina. All'interno sono conservate due tele del XVII secolo, mentre sul fianco destro si eleva il campanile con orologio pubblico, installato nel 1985.[3]

- Convento di San Francesco, convento francescano coevo alla nascita della frazione i cui resti giacciono ancora sulla strada di Poggio Monte.[1]

## Società

### Evoluzione demografica
Quella che segue è l'evoluzione demografica della frazione di San Martino sul Fiora. Sono indicati gli abitanti dell'intera frazione e dove è possibile la cifra riferita al solo capoluogo di frazione. Dal 1991 sono contati da Istat solamente gli abitanti del centro abitato, non della frazione.
| Anno | Abitanti | Abitanti       |
| Anno | Frazione | Centro abitato |
| ---- | -------- | -------------- |
| 1745 | 62       | -              |
| 1833 | 196      | -              |
| 1845 | 183      | -              |
| 1921 | 568      | -              |
| 1931 | 659      | -              |
| 1961 | 531      | 353            |
| 1981 | 321      | 266            |
| 2001 | -        | 224            |
| 2011 | -        | 211            |